# Ponce de Leon
Ponce de Leon è un comune degli Stati Uniti d'America, situato nello Stato della Florida, nella contea di Holmes.